# Moehringia coronensis
Moehringia coronensis là loài thực vật có hoa thuộc họ Cẩm chướng. Loài này được Behr mô tả khoa học đầu tiên năm 1904.